# Asa naturreservat
Asa är ett naturreservat i Asa socken i Växjö kommun i Småland (Kronobergs län).
Området är skyddat sedan 1956 som domänreservat. Det ombildades till naturreservat 1996 och är 9 hektar stort. Det ligger norr om Växjö och består av en myr.
Myren är nästan helt odikad och glest skogbevuxen. Den omgivande fasta marken är mestadels skött med normalt skogsbruk.